# Lingua baschira
La lingua baschira o baškira (in cirillico: Башҡорт теле?, traslitterato: Başqort tele; in russo башкирский язык?, baškirskij jazyk) è una lingua turca parlata in Russia, in Baschiria.

## Distribuzione geografica
È la lingua parlata dai Baschiri, una minoranza di origine asiatica stanziata in Russia, principalmente nella repubblica di Baschiria (Baškortostan). Al censimento russo del 2010 risultavano 1 150 000 locutori; secondo Ethnologue, la lingua è attestata anche in altre ex-Repubbliche sovietiche, dove conta qualche decina di migliaia di locutori, per un totale complessivo di 1 221 340 persone che parlano baschiro.

### Lingua ufficiale
È lingua ufficiale in Baschiria.

### Dialetti e lingue derivate
Oggi la lingua ha molti dialetti, similmente al tataro.

## Classificazione
Secondo Ethnologue, la classificazione della lingua baschira è la seguente:
- Lingue altaiche
  - Lingue turche
    - Lingue turche occidentali
      - Lingue turche uraliche
        - Lingua baschira

## Storia
Dopo l'invasione della Russia da parte dei Mongoli, le lingue kipchak iniziarono a divenire comuni, essendo questo il gruppo linguistico parlato dalla maggioranza delle tribù che componevano l'Orda d'oro.
La moderna lingua baschira, molto simile al tataro, trae origine dal gruppo di lingue kipchak.

## Sistema di scrittura
In passato, il baschiro usava il chagatai come lingua scritta. Verso la fine del XIX secolo quest'ultima è stato rimpiazzato dal tataro, che è rimasto in uso fino al 1923.
Sia il chagatai che il tataro erano scritti usando una variante della scrittura araba.
Nel 1923 un sistema di scrittura, sempre basato sull'alfabeto arabo, fu creato specificatamente per il baschiro. Nello stesso periodo, sotto l'influenza tatara, prese forma una lingua letteraria baschira, inizialmente utilizzando un arabo modificato, che poi, dal 1930, venne rimpiazzato da un alfabeto basato su quello latino, a sua volta sostituito, nell'inverno 1938 da un alfabeto cirillico adattato; in particolare sono state aggiunte le seguenti lettere: 

Layout della tastiera baschiro

Ә ә /æ/, Ө ө /œ/, Ү ү /y/, Ғ ғ /ɣ/, Ҡ ҡ /q/, Ң ң /ŋ/, Ҙ ҙ /ð/, Ҫ ҫ /θ/, Һ һ /h/.
| Аа (а)       | /a/ | Бб (бэ)                | /b/     | Вв (вэ)              | /w/, /v/ nei prestiti linguistici |
| Гг (гэ)      | /g/ | Ғғ (ғы)                | /ɣ/     | Дд (дэ)              | /d/                               |
| Ҙҙ (ҙэ)      | /ð/ | Ее (йе)                | /e, je/ | Ёё (йо)              | /jo/                              |
| Жж (жэ)      | /ʒ/ | Зз (зэ)                | /z/     | Ии (и)               | /i/                               |
| Йй (ҡыҫҡа и) | /j/ | Кк (ка)                | /k/     | Ҡҡ (ҡы)              | /q/                               |
| Лл (эль)     | /l/ | Мм (эм)                | /m/     | Нн (эн)              | /n/                               |
| Ңң (эң)      | /ŋ/ | Оо (о)                 | /o/     | Өө (ө)               | /ø/                               |
| Пп (пэ)      | /p/ | Рр (эр)                | /r/     | Сс (эс)              | /s/                               |
| Ҫҫ (ҫэ)      | /θ/ | Тт (тэ)                | /t/     | Уу (у)               | /u/                               |
| Үү (ү)       | /y/ | Фф (эф)                | /f/     | Хх (ха)              | /x/                               |
| Һһ (һа)      | /h/ | Цц (цэ)                | /ʦ/     | Чч (чэ)              | /ʧ/                               |
| Шш (ша)      | /ʃ/ | Щщ (ща)                | /ɕ/     | Ъъ (ҡатылыҡ билдәһе) | /ʔ/                               |
| Ыы (ы)       | /ɯ/ | Ьь (йомшаҡлыҡ билдәһе) | /ʲ/     | Ээ (э)               | /e/                               |
| Әә (ә)       | /æ/ | Юю (йу)                | /ju/    | Яя (йа)              | /ja/                              |